# Provinz Kleinpolen

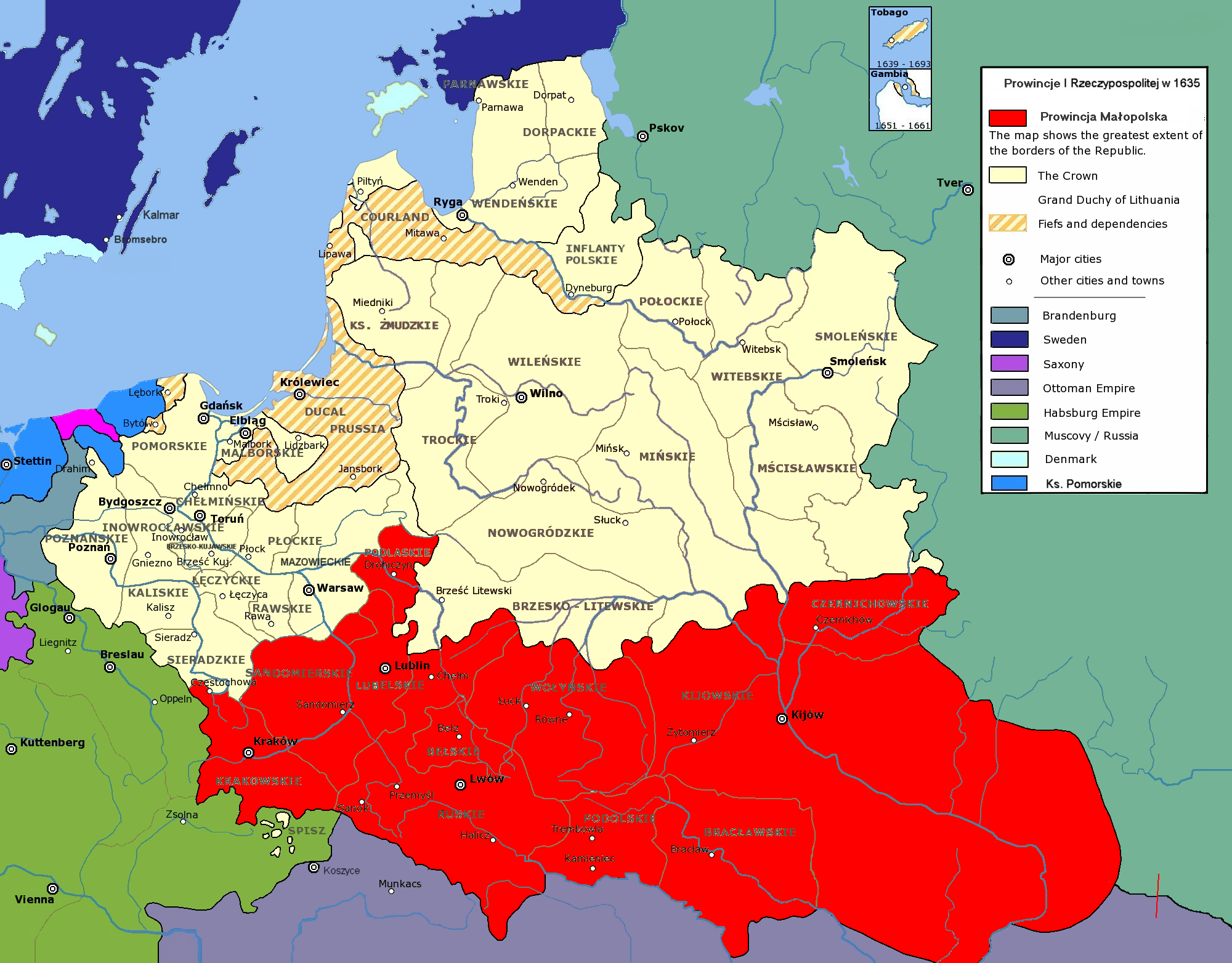
Provinz Kleinpolen innerhalb von Polen-Litauen

Die Provinz Kleinpolen (polnisch Prowincja Małopolska) war eine Verwaltungseinheit der Krone des Königreichs Polen, später auch Polen-Litauens. Der Name leitete sich von der historischen Region Kleinpolen ab. Provinzhauptstadt war Krakau.

## Einteilung
Die Provinz bestand aus elf Woiwodschaften und dem Herzogtum Siewierz:
1. Woiwodschaft Bełz
2. Woiwodschaft Bracław
3. Woiwodschaft Czernihów
4. Woiwodschaft Kiew
5. Woiwodschaft Krakau (bis 1795)
6. Woiwodschaft Lublin (bis 1795)
7. Woiwodschaft Podlachien (1513–1795)
8. Woiwodschaft Podolien
9. Woiwodschaft Ruthenien
10. Woiwodschaft Sandomir
11. Woiwodschaft Wolhynien (bis 1795)
12. Herzogtum Siewierz

Das Krontribunal für die Provinz Kleinpolen befand sich in Lublin.